# 6ix9ine
6ix9ine（シックスナイン、本名：ダニエル・ヘルナンデス、英: Daniel Hernández、1996年5月8日 - ）はアメリカ合衆国のラッパーである。2017年11月10日にリリースしたデビューシングル、『ガンモ』のヒットにより名をあげた。

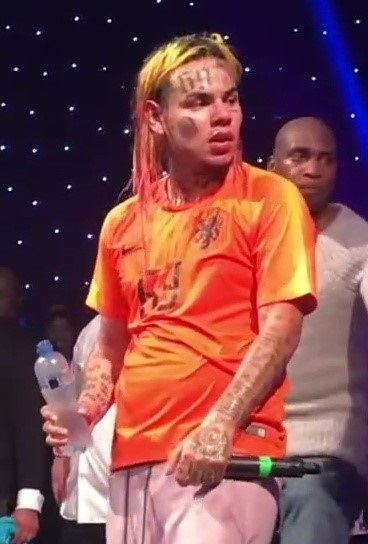
2018年6月

## 来歴
アメリカ合衆国ニューヨーク、ブルックリンのブッシュウィック地区で誕生、母親はメキシコ系アメリカ人、父親はプエルトリコ系アメリカ人であった。8年生（日本における中学2年生）のときに学校を退学となり、そのまま復学しなかった。2009年に父親が殺害され、ヘルナンデスは家計を支えるため大麻の密売を含む様々な仕事をしなければならなかった。
ヘルナンデスは2014年にはじめてラップの音源をリリースした。この3年間のうちにヘルナンデスは6ix9ineの名義で『Scumlife』、『Yokai』、『Hellsing Station』をはじめとする複数のトラックとミュージックビデオをリリースしており、攻撃的なラップスタイルとMV中に使用されたアニメ風のビジュアルによって注目を浴びた。彼の初期の楽曲の多くはスロバキアに拠点を置くレーベルであるFCK THEMよりリリースされたものである。2017年4月、6ix9ineはトリッピー・レッドの楽曲である『POLES1469』にフィーチャリングした。YouTubeに投稿されたこの楽曲のMVは、6ix9ineが参加した楽曲としてははじめて高い視聴回数を記録した。
レインボーカラーに染めた髪とグリルでカラフルに彩った歯、体全身に入れ墨された数字の"69"という6ix9ineの常軌を逸した見た目はインターネット・ミームとして注目を浴びた。6ix9ineが2017年6月に投稿したInstagramのポストはReddit、Twitterの2つのメディアで拡散された。
2017年10月にリリースした商業デビュー・シングルである、『Gummo』は米Billboard Hot 100で最高12位を記録し、2018年の5月にはアメリカレコード協会によりゴールドディスクの認定を受けた。6IX9INEの2つ目のシングル『Kooda』は2017年12月23日に「HOT100」の61位を獲得。ア・ブギー・ウィット・ダ・フーディとフェティ・ワップをフィーチャリングした3つ目のシングルである『Keke』は2018年1月14日にリリースされ、「HOT100」43位を記録した。
それから間もない2018年2月23日には初のミックステープ『Day69』をリリースした。このミックステープはアルバム相当単位で55000枚を売上げ、Billboard 2004位を獲得した。ニューヨーク・タイムズのJon Caramanicaはこのミックステープを「躍進するサウンドクラウド・ラップの落とし子である」と表現し、ヒップホップの規範や、ありふれたサウンドから抜け出そうとする試みは特筆すべきものであると記している。
2018年11月18日、ナイン・トレイ・ギャングスターズのメンバー達とともに殺人の共謀、麻薬取引、恐喝を行ったとして逮捕される。
2020年4月3日、新型コロナウイルス感染症の影響で釈放日当初予定していた同年8月2日から4ヵ月早め、クイーンズ区の刑務所から自宅監禁へ移行された。保護観察官の承認した住所からの外出は弁護士接見以外は認められず、本来の釈放予定日だった7月31日までGPSにより監視下に置かれる。その後、釈放後にSNSで位置がバレるのを防ぐためにSNSを中断した。
2020年8月1日に自宅監禁が解除され無事に終了し同時にSNSの再開を行った。
今後は300時間の社会奉仕活動が義務付けられてるため行う必要がある。

## スキャンダル

### 未成年淫行事件
2015年2月に13歳の少女と性的関係を持ち、その様子を撮影した動画をオンラインに公開する事件を起こしたため、3件の罪状で起訴された。告訴状には公開されていた3件の動画についての概説が記されており、それによると動画には共犯の男性が少女にオーラルセックスをさせる中、6ix9ineが少女の背後で腰部を振りつつ彼女の臀部を叩く様子、少女が6ix9ineの膝の上に座り、共犯の男性に胸をまさぐられている様子、裸になった少女が6ix9ineと共犯の男性の膝の上に座っている様子が収録されていたという。2015年10月、6ix9ineは児童に対する淫行の罪を認めた。
2017年のインタビューのなかで、6ix9ineは少女と性的接触を持ったこと、少女が未成年者（訳注：18歳未満）であったことを否定したうえで、当時自分が17歳であったことを主張したが、告訴状の書面と警察の公式発表によると当時彼は18歳であった。
司法取引の結果、6ix9ineはGED（高卒認定資格）を取得すること、女性や児童に関する露骨な性的表現、暴力的な表現をソーシャルメディアに投稿しないこと、2年間新たな犯罪を犯さないことを命じられた。もしこれらの遵守事項が守られた場合、6ix9ineに課されるのは3年間の保護観察処分のみだが、守られなかった場合は3年の実刑を宣告されることとなる。2018年1月29日の法廷審問では6ix9ineがGEDに合格しなかったことが明らかになった。伝えられるところによると6ix9ineが法廷にテスト結果の複写を持ってこなかったため、判決は4月10日に延期された。また、6ix9ineは未成年の頃にも暴行事件とヘロインの密売で実刑判決を受けている。

### トリッピー・レッドとの対峙
『POLES1469』で6ix9ineと共演したラッパー、トリッピー・レッドは現在は削除されたインスタグラムのビデオで「俺はロリコンとはつるまない」と児童淫行事件を起こした6ix9ineを批判した。
2017年11月には6ix9ineが男性と手を繋いでいる写真を投稿し、彼が実は同性愛者であると告発しようとした。その1ヶ月後、トリッピー・レッドは宿泊していたニューヨークのホテルで襲撃された。彼はこの事件の犯人が6ix9ineと裏でつながっていると主張している。その後も、2人はインスタグラムのライブ配信で互いの悪口を言い合った。
2018年5月、6ix9ineはインスタグラムのライブ配信で、トリッピー・レッドが未成年のラッパーであるダニエル・ブレゴリと性的関係をもっていることを告発した。トリッピー・レッドは彼の主張を否定したうえで、彼が女児淫行事件で有罪判決を受けていることを繰り返した。ブレゴリもライブ配信で性的交渉の存在を否定したが、過去にキスをしたことを認めた。

### チーフ・キーフとの対峙
2018年の中旬、6ix9ineはチーフ・キーフとリル・リーズをはじめとするシカゴを拠点とするラッパー達と争った。2018年6月2日、チーフ・キーフはニューヨークのダブリュー・ホテルで銃撃されたものの、被弾はせず怪我は免れた。ニューヨーク市警察は事件に関わっている可能性があるとして、当時チーフ・キーフと争っていた6ix9ineを捜査した。
事件後の2018年6月13日、6ix9ineはシカゴのホームレスを訪問し、彼らに食べ物を与えた。その後6ix9ineは「Oブロック」の名前でも知られるチーフ・キーフがかつて住んでいた団地のParkway Garden Homesを訪問した。

## ディスコグラフィ

### アルバム
| 年   | タイトル  | アルバム詳細                                                                                  | チャート最高位 | チャート最高位 | チャート最高位 | チャート最高位 | チャート最高位 | チャート最高位 | チャート最高位 | チャート最高位 | チャート最高位 | チャート最高位 | セールス     |
| 年   | タイトル  | アルバム詳細                                                                                  | US             | AUT            | CAN            | DEN            | FIN            | NOR            | NZ             | SWE            | SWI            | UK             | セールス     |
| ---- | --------- | --------------------------------------------------------------------------------------------- | -------------- | -------------- | -------------- | -------------- | -------------- | -------------- | -------------- | -------------- | -------------- | -------------- | ------------ |
| 2018 | Dummy Boy | - 発売日: 2018年11月27日 - レーベル: ScumGang - フォーマット: Digital download, streaming, LP | 2              | 35             | 2              | 4              | 1              | 3              | 8              | 2              | 30             | 30             | - US: 10,000 |

### ミックステープ
| タイトル | 発売日        | 最高順位 | 最高順位 | 最高順位 | 最高順位 | 最高順位 | 最高順位 | 最高順位 | 最高順位 | 最高順位 | 認定                       |
| タイトル | 発売日        | US       | AUS      | CAN      | DEN      | NOR      | NZ       | SWE      | SWI      | UK       | 認定                       |
| -------- | ------------- | -------- | -------- | -------- | -------- | -------- | -------- | -------- | -------- | -------- | -------------------------- |
| Day69    | 2018年2月23日 | 4        | 11       | 5        | 32       | 14       | 15       | 15       | 20       | 20       | - RIAA：ゴールデンディスク |

### シングル
| タイトル                                         | 発売年 | 最高順位 | 最高順位   | 最高順位 | 最高順位 | 最高順位 | 認定                       | 収録ミックステープ・アルバム |
| タイトル                                         | 発売年 | US       | US R&B/ HH | US Rap   | NZ Heat. | UK       | 認定                       | 収録ミックステープ・アルバム |
| ------------------------------------------------ | ------ | -------- | ---------- | -------- | -------- | -------- | -------------------------- | ---------------------------- |
| Gummo                                            | 2017   | 12       | 7          | 6        | —        | —        | - RIAA：プラチナディスク   | Day69                        |
| Kooda                                            | 2017   | 50       | 29         | —        | —        | —        | - RIAA：ゴールデンディスク | Day69                        |
| Keke (with Fetty Wap and A Boogie wit da Hoodie) | 2018   | 43       | 22         | 20       | 9        | —        | - RIAA：ゴールデンディスク | Day69                        |
| Gotti                                            | 2018   | 99       | 50         | —        | 7        | 95       |                            | Day69                        |
| "Tati" (featuring DJ Spinking)                   | 2018   | 46       | 23         | —        | 8        | 100      |                            | Dummy Boy                    |
| "Fefe"                                           | 2018   | 3        | 3          | —        | —        | 17       |                            | Dummy Boy                    |
| Gooba GOOBA                                      | 2020   | 3        | 2          | ー       | ー       | 6        | RIAA プラチナディスク      |                              |
| Trollz                                           | 2020   | 1        | 1          |          |          |          |                            |                              |
| YAYA                                             | 2020   | ー       | ー         | -        | ー       | -        |                            |                              |

### その他のチャート入りした楽曲
| タイトル                                      | 発売年 | 最高順位 | 最高順位 | 最高順位  | 最高順位 | 収録ミックステープ |
| タイトル                                      | 発売年 | US       | NZ Heat. | SWE Heat. | SWI      | 収録ミックステープ |
| --------------------------------------------- | ------ | -------- | -------- | --------- | -------- | ------------------ |
| "Billy"                                       | 2018   | 50       | 4        | 1         | 93       | Day69              |
| "Rondo" (featuring Tory Lanez and Young Thug) | 2018   | 73       | 8        | —         | —        | Day69              |